# Seredné (hrad)
Seredné (maďarsky Szerednyei vár) je zřícenina hradu z 15. století v Seredném (okres Užhorod v Zakarpatské oblasti Ukrajiny).

## Historie
Hrad byl v minulosti považován za stavbu templářů z 12. století. Průzkum archeologů z Užhorodské univerzity tradované staří věže vyvrátil. Věž (donjon) vznikla až v průběhu 15. století a patřila rodu Palóczy. V roce 1526 hrad vlastnili Dobóové. V roce 1572 zemřel ve zdech hradu István Dobó, obránce hradu Eger proti Turkům. Hrad hrál důležitou roli při ochraně obchodní cesty spojující Užhorod se Lvovem. V 17. století vlastnili hrad Rákocziové. Zařízení bylo zničeno během Rákócziho povstání v letech 1703 až 1711 a od té doby hrad zůstal v ruinách.
Dochovaly se zbytky věže o rozměrech 17 × 18 metrů se zdmi silnými 2,5 metru. Na hradě nalezené mince a keramika pochází z 15. až 17. století.